# Sepiadarium auritum
Sepiadarium auritum är en bläckfiskart som beskrevs av Robson 1914. Sepiadarium auritum ingår i släktet Sepiadarium och familjen Sepiadariidae. IUCN kategoriserar arten globalt som otillräckligt studerad. Inga underarter finns listade i Catalogue of Life.